# Duché de Choiseul
Le duché de Choiseul est un duché du royaume de France, créé à deux reprises au bénéfice de membres de la maison de Choiseul ; trois autres duchés (Amboise, Praslin, Stainville) sont aussi couramment associés au nom de Choiseul.

## Duché de Choiseul (1665)

Armes des ducs de Choiseul.

Duché-pairie créé en 1665 à partir des seigneuries de Polisy, Polisot, Buzeuil, Fols, Bourguignons et dépendances pour le maréchal de Choiseul comte de Plessis-Praslin (les Plessis-Praslin forment un rameau cadet des Choiseul-Praslin, eux-mêmes branche cadette des Choiseul-Chevigny évoqués ci-après), général au service de Louis XIV.
- 1665-1675 : César Ier de Choiseul
- 1675-1684 : César II Auguste de Choiseul
- 1684-1705 : César III Auguste de Choiseul. À sa mort sans héritier mâle, le duché s'éteint.

## Duché de Stainville, dit de Choiseul ou de Choiseul-Stainville (1758)
Duché-pairie créé en 1758 pour Étienne François de Choiseul-Beaupré, comte de Stainville, marquis d'Estainville et de La Bourdaisière, célèbre ministre de Louis XV, lointain cousin des ducs de Choiseul et comtes de Plessis-Praslin évoqués plus haut. À la mort sans héritier du duc en 1785, le duché s'éteint.
En 1786, Jacques Philippe de Choiseul (1727-1789), maréchal de France, frère cadet du précédent, fut fait duc de Choiseul-Stainville « à brevet ».

## Duché de Praslin, dit de Choiseul-Praslin (1762)
Duché-pairie créé en 1762 pour César Gabriel de Choiseul-(Praslin) comte de Chevigny. Le siège du duché fut à Montgauger, puis à Vaux-le-Vicomte en 1764 (dit alors Vaux-Praslin ; le nom de Praslin évoque un fief des Choiseul marquis de Praslin, qui constituaient une branche cadette des Choiseul-Chevigny ; un rameau cadet des Choiseul-Chevigny était celui des Plessis-Praslin, premiers ducs de Choiseul vus ci-dessus ; la branche aînée, celle des comtes de Chevigny, prit le nom de sa branche cadette pour intituler son duché : Praslin ; les Chevigny étaient une branche puînée des Choiseul d'Aigremont, dont une branche plus aînée, celle des Choiseul-Beaupré, fut représentée par le ministre de Louis XV ci-dessous).

## Duché d'Amboise, dit de Choiseul ou de Choiseul d'Amboise (1764)
Duché-pairie créé en 1764 à partir de la baronnie d'Amboise, terres, fiefs et baronnies annexées pour le ministre de Louis XV, déjà duc de Choiseul-Stainville. Comme le duché de Stainville, il s'éteint à la mort de son titulaire en 1785.

## Duché de Choiseul (1787)
Duché-pairie créé en 1787 sur les terres de Pesmes (Haute-Saône, ancien marquisat de La Baume-Montrevel) par le roi Louis XVI en faveur de Claude de Choiseul-Beaupré, cousin et époux de la nièce du ministre duc de Choiseul-Stainville et d'Amboise ci-dessus, qui fit de Claude son fils adoptif et son héritier pour le comté de Stainville. Ce duc de Choiseul fut membre de la Chambre des pairs sous la Restauration française et la monarchie de Juillet : duc et pair héréditaire (lettres patentes du 20 décembre 1814, sans majorat).
La transmission du titre ducal à son gendre, Philippe-Gabriel de Marmier, fut autorisée par ordonnance royale du 15 mai 1818. Elle prit effet par lettres patentes du 30 mars 1839 (sous le nom de duc de Marmier), mais sans la pairie, l'hérédité de la pairie ayant été abolie.